# Most królowej Luizy
Most królowej Luizy (ros. мост королевы Луизы, most korolewy Luizy; lit. Karalienės Luizos tiltas, niem. Königin-Luise-Brücke) – most graniczny na Niemnie o długości 416 m, łączący Sowieck w obwodzie królewieckim i Poniemuń na Litwie. Most nazwano na cześć Luizy Pruskiej.
Pierwszy most pontonowy na Niemnie w pobliżu Tylży powstał w XVII wieku i został zniszczony w 1678 roku. Rok później postawiono nowy, jednak niedługo później został rozebrany. W 1758 roku, podczas wojny siedmioletniej, wojska rosyjskie postawiły w tym miejscu tymczasowy most. W latach 1767–1768 zbudowano większy most, który spalono w 1807 roku. Rok później zbudowano kolejny most pontonowy, jednakże od 1833 roku przez Tylżę przejeżdżało coraz więcej towarów i pasażerów, w związku z czym pojawiła się potrzeba zbudowania większego i wytrzymalszego mostu stałego.
Budowa mostu rozpoczęła się w 1904 roku, a uroczyste otwarcie odbyło się 18 października 1907 roku. W latach 1914–1944 mostem kursował tramwaj. 22 października 1944 roku most został wysadzony przez wojska niemieckie. Wskutek wysadzenia zniszczone zostały przęsła oraz północny portal. Trzy lata później most odbudowano, początkowo używając drewnianych przęseł. Ponadto z ocalałego portalu południowego usunięto płaskorzeźbę królowej Luizy, na jej miejsce w 1964 roku umieszczono godło ZSRR. Zmieniono również datę zapisaną na moście z 1907 na 1947 oraz usunięto napis w języku niemieckim. W 1965 roku drewniane przęsła zastąpiono żelbetowymi. Po rozpadzie ZSRR most stał się mostem granicznym. 6 marca 1995 roku zdjęto godło ZSRR, a w latach 2002–2003 przeprowadzono remont mostu. 23 marca 2007 roku most otrzymał status obiektu dziedzictwa kulturowego o znaczeniu regionalnym.
W 2017 roku Centralny Bank Federacji Rosyjskiej w ramach serii „Pomniki architektury Rosji” wydał monetę pamiątkową o nominale 3 rubli z wizerunkiem mostu. Most znajdował się na dawnym herbie Sowiecka, obowiązującym w latach 1988–2010.

## Galeria

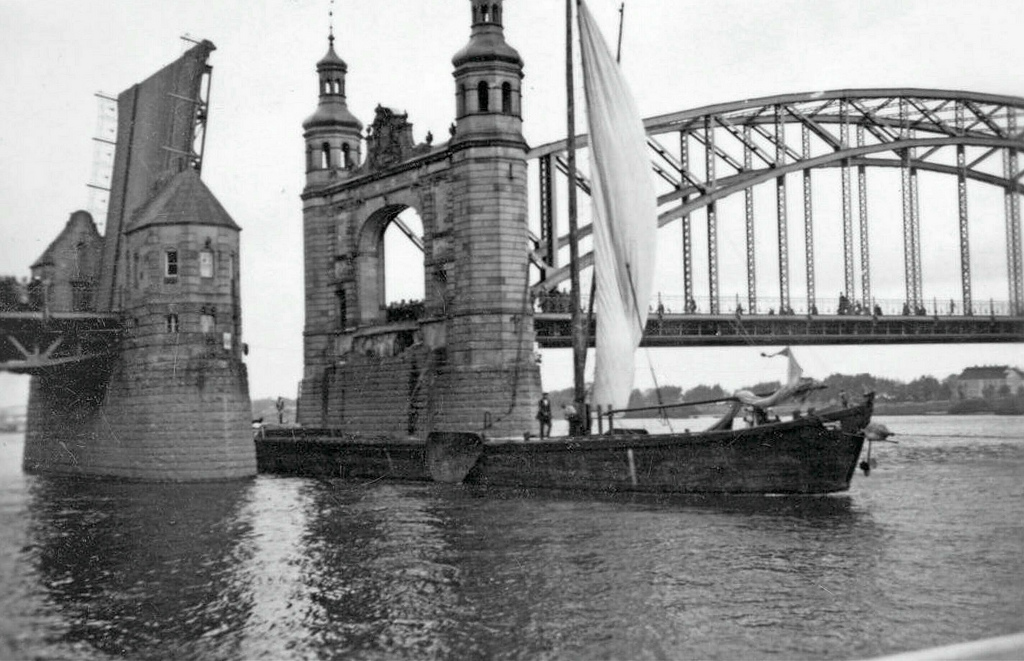
Most w 1911 roku
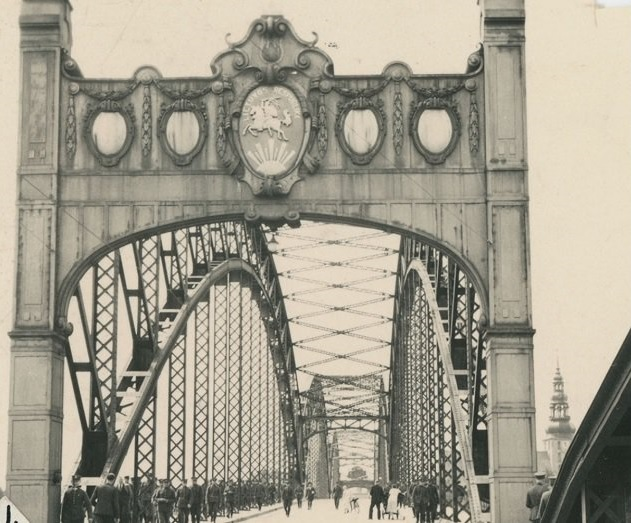
Most w 1937 roku
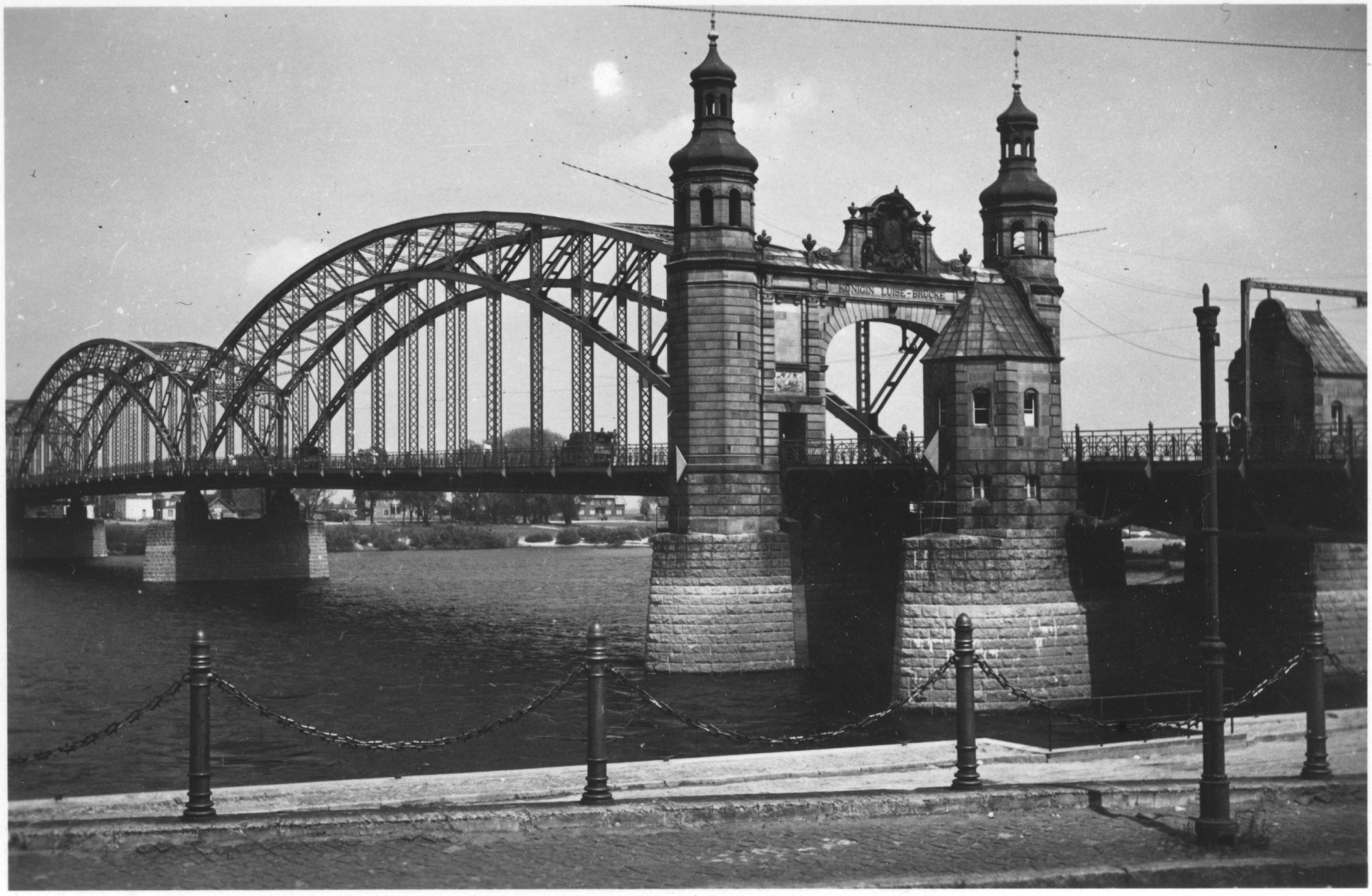
Most w 1941 roku
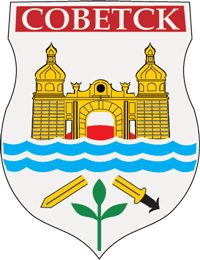
Dawny herb Sowiecka
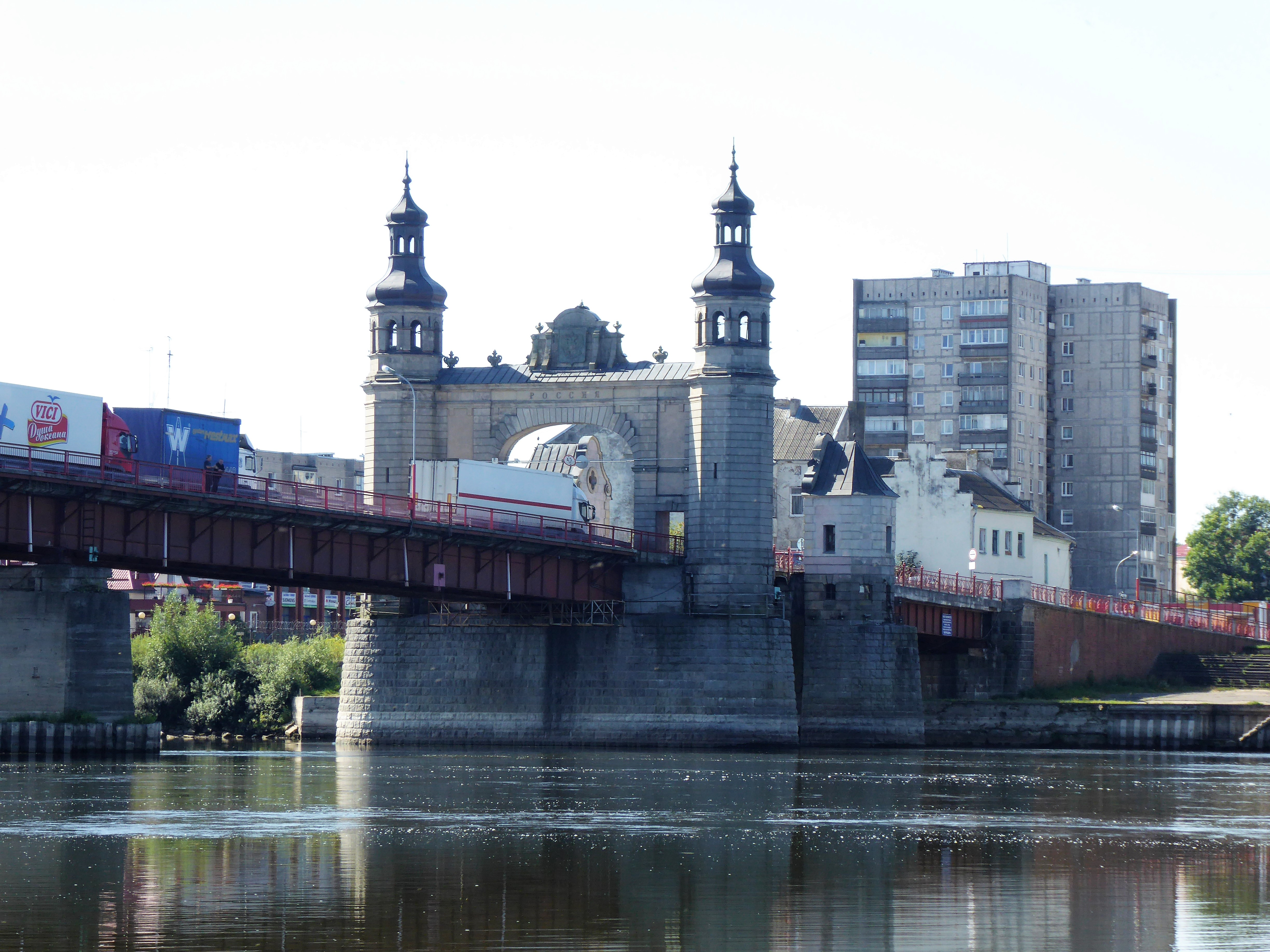
Widok od strony litewskiej
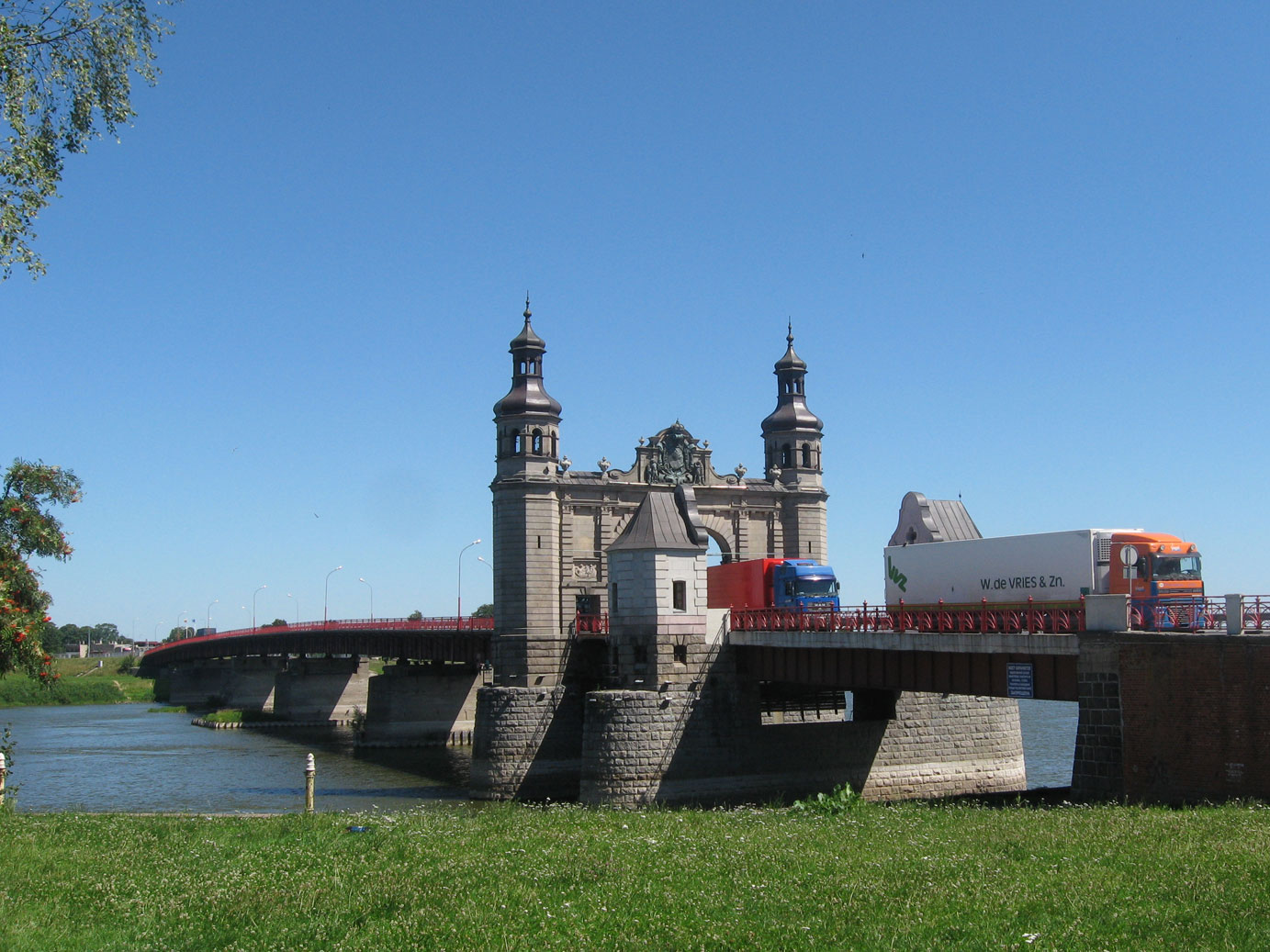
Widok od strony rosyjskiej
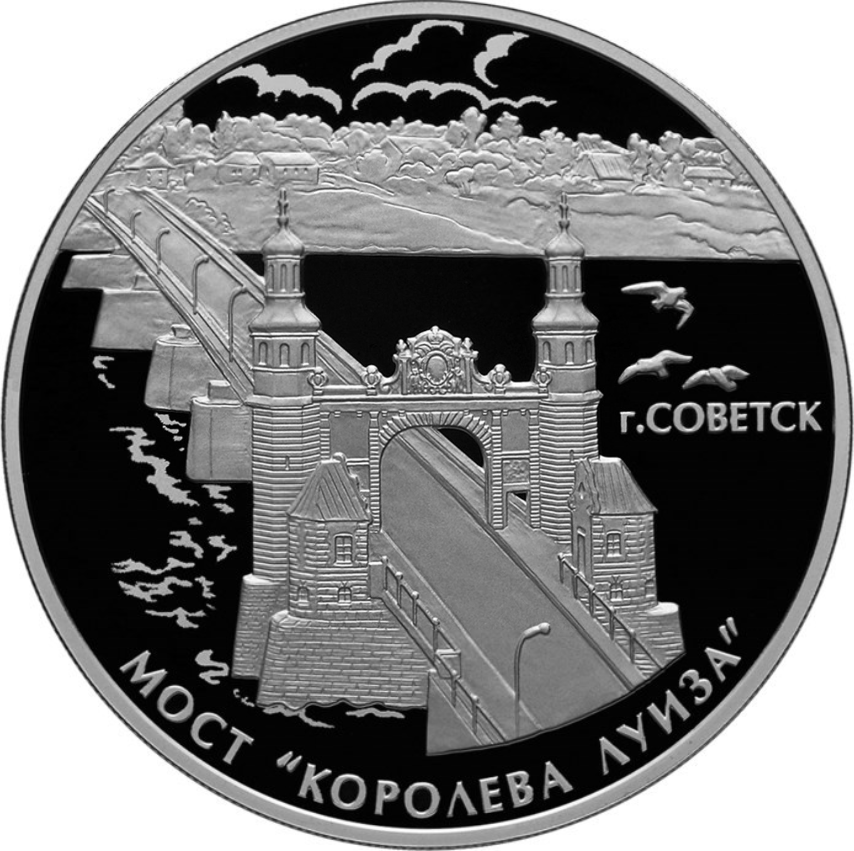
Moneta z wizerunkiem mostu